# Allna
Allna ist ein Ortsteil der Gemeinde Weimar (Lahn) im mittelhessischen Landkreis Marburg-Biedenkopf.

## Geschichte

### Ortsgeschichte
Allna wurde im Jahr 807 urkundlich als Allanaher marca (in der Gemarkung Allna) im Lorscher Codex erstmals schriftlich erwähnt und ist somit ältester Ort der heutigen Gemeinde Weimar (Lahn). Seinen Namen verdankt das Dorf dem gleichnamigen Fluss.
Hessische Gebietsreform (1970–1977)
Zum 1. Februar 1971 fusionierten  im Zuge der Gebietsreform in Hessen Allna mit Niederweimar und Oberweimar auf freiwilliger Basis zur Großgemeinde Weimar (Lahn), zu der bis 1974 neun weitere Gemeinden hinzukamen. Für Allna wurde wie für die übrigen Ortsteile von Weimar (Lahn) ein Ortsbezirk mit Ortsbeirat und Ortsvorsteher eingerichtet. Als Verwaltungssitz wurde der Ortsteil Niederweimar bestimmt.

### Verwaltungsgeschichte im Überblick
Die folgende Liste zeigt die Staaten und Verwaltungseinheiten, denen Allna angehört(e):
- vor 1567: Heiliges Römisches Reich, Landgrafschaft Hessen, Gericht Oberweimar, auch genannt Reitzberg (Gericht Oberweimar bestand aus den Orten Oberweimar, Niederwalgern, Kehna, Altna, Weiershausen, Hermershausen, Ciriaxweimar, Gisselberg, Ronhauſen und Wolfshausen sowie der Hälfte von Dilschhausen und Elnhausen)[8]
- ab 1567: Heiliges Römisches Reich, Landgrafschaft Hessen-Marburg, Amt Marburg[9]
- 1604–1648: Heiliges Römisches Reich, strittig zwischen Landgrafschaft Hessen-Darmstadt und Landgrafschaft Hessen-Kassel (Hessenkrieg), Amt Marburg
- ab 1648: Heiliges Römisches Reich, Landgrafschaft Hessen-Kassel, Amt Marburg
- ab 1806: Landgrafschaft Hessen-Kassel, Amt Kaldern und Reitzberg
- 1807–1813: Königreich Westphalen, Departement der Werra, Distrikt Marburg, Kanton Lohra
- ab 1815: Kurfürstentum Hessen, Amt Kaldern und Reitzberg[10]
- ab 1821: Kurfürstentum Hessen, Provinz Oberhessen, Kreis Marburg[11][Anm. 1]
- ab 1848: Kurfürstentum Hessen, Bezirk Marburg
- ab 1851: Kurfürstentum Hessen, Provinz Oberhessen, Kreis Marburg
- ab 1867: Königreich Preußen, Provinz Hessen-Nassau, Regierungsbezirk Kassel, Kreis Marburg
- ab 1871: Deutsches Reich, Königreich Preußen, Provinz Hessen-Nassau, Regierungsbezirk Kassel, Kreis Marburg
- ab 1918: Deutsches Reich, Freistaat Preußen, Provinz Hessen-Nassau, Regierungsbezirk Kassel, Kreis Marburg
- ab 1944: Deutsches Reich, Freistaat Preußen, Provinz Kurhessen, Landkreis Marburg
- ab 1945: Deutsches Reich, Amerikanische Besatzungszone, Groß-Hessen, Regierungsbezirk Kassel, Landkreis Marburg
- ab 1946: Deutsches Reich, Amerikanische Besatzungszone, Hessen, Regierungsbezirk Kassel, Landkreis Marburg
- ab 1949: Bundesrepublik Deutschland, Hessen, Regierungsbezirk Kassel, Landkreis Marburg
- ab 1971: Bundesrepublik Deutschland, Hessen, Regierungsbezirk Kassel, Landkreis Marburg, Gemeinde Weinmar
- ab 1974: Bundesrepublik Deutschland, Hessen, Regierungsbezirk Kassel, Landkreis Marburg-Biedenkopf, Gemeinde Weimar

### Gerichte seit 1821
Mit Edikt vom 29. Juni 1821 wurden in Kurhessen Verwaltung und Justiz getrennt. In Marburg wurde der Kreis Marburg für die Verwaltung eingerichtet und das Landgericht Marburg war als Gericht in erster Instanz für Allna zuständig. 1850 wurde das Landgericht in Justizamt Marburg umbenannt. Nach der Annexion Kurhessens durch Preußen 1866 erfolgte am 1. September 1867 die Umbenennung des bisherigen Justizamtes in Amtsgericht Marburg. Auch mit dem Inkrafttreten des Gerichtsverfassungsgesetzes von 1879 blieb das Amtsgericht unter seinem Namen bestehen.

## Bevölkerung

### Einwohnerstruktur 2011
Nach den Erhebungen des Zensus 2011 lebten am Stichtag dem 9. Mai 2011 in Allna 192 Einwohner. Darunter waren keine Ausländer.
Nach dem Lebensalter waren 36 Einwohner unter 18 Jahren, 84 zwischen 18 und 49, 45 zwischen 50 und 64 und 27 Einwohner waren älter. Die Einwohner lebten in 66 Haushalten. Davon waren 9 Singlehaushalte, 12 Paare ohne Kinder und 33 Paare mit Kindern, sowie 9 Alleinerziehende und 3 Wohngemeinschaften. In 45 Haushalten lebten ausschließlich Senioren und in 156 Haushaltungen leben keine Senioren.

### Einwohnerentwicklung
| Quelle: | Historisches Ortslexikon                                                                                            |
| • 1577: | 26 Hausgesesse |
| • 1630: | 17 Hausgesesse einschließlich 5 Witwen. (5 dreispänniges, 5 zweispänniges, 2 einspänniges Ackerland, 5 Einläuftige) |
| • 1681: | 19 hausgesessene Mannschaften                                                                                       |
| • 1746: | 193 Einwohner |
| • 1780: | 21 Gemeindemänner, 4 Beisassen                                                                                      |
| • 1838: | Familien: 24 nutzungsberechtigte, 80 nicht nutzungsberechtigte Ortsbürger, 2 Beisassen                              |

| Allna: Einwohnerzahlen von 1834 bis 2011 | Allna: Einwohnerzahlen von 1834 bis 2011 | Allna: Einwohnerzahlen von 1834 bis 2011 | Allna: Einwohnerzahlen von 1834 bis 2011 | Allna: Einwohnerzahlen von 1834 bis 2011 |
| --- | ---------------------------------------- | ---------------------------------------- | ---------------------------------------- | ---------------------------------------- |
| Jahr |                                          |                                          |                                          | Einwohner                                |
| 1834 | 1834                                     |                                          | 199                                      | 199                                      |
| 1840 | 1840                                     |                                          | 218                                      | 218                                      |
| 1846 | 1846                                     |                                          | 220                                      | 220                                      |
| 1852 | 1852                                     |                                          | 214                                      | 214                                      |
| 1858 | 1858                                     |                                          | 212                                      | 212                                      |
| 1864 | 1864                                     |                                          | 223                                      | 223                                      |
| 1871 | 1871                                     |                                          | 200                                      | 200                                      |
| 1875 | 1875                                     |                                          | 206                                      | 206                                      |
| 1885 | 1885                                     |                                          | 227                                      | 227                                      |
| 1895 | 1895                                     |                                          | 232                                      | 232                                      |
| 1905 | 1905                                     |                                          | 200                                      | 200                                      |
| 1910 | 1910                                     |                                          | 201                                      | 201                                      |
| 1925 | 1925                                     |                                          | 242                                      | 242                                      |
| 1939 | 1939                                     |                                          | 211                                      | 211                                      |
| 1946 | 1946                                     |                                          | 352                                      | 352                                      |
| 1950 | 1950                                     |                                          | 301                                      | 301                                      |
| 1956 | 1956                                     |                                          | 240                                      | 240                                      |
| 1961 | 1961                                     |                                          | 220                                      | 220                                      |
| 1967 | 1967                                     |                                          | 211                                      | 211                                      |
| 1980 | 1980                                     |                                          | ?                                        | ?                                        |
| 1990 | 1990                                     |                                          | ?                                        | ?                                        |
| 2000 | 2000                                     |                                          | 214                                      | 214                                      |
| 2005 | 2005                                     |                                          | 214                                      | 214                                      |
| 2010 | 2010                                     |                                          | 196                                      | 196                                      |
| 2011 | 2011                                     |                                          | 192                                      | 192                                      |
| Datenquelle: Historisches Gemeindeverzeichnis für Hessen: Die Bevölkerung der Gemeinden 1834 bis 1967. Wiesbaden: Hessisches Statistisches Landesamt, 1968. Weitere Quellen: LAGIS; nach 1970: Gemeinde Weimar:; Zensus 2011 |                                          |                                          |                                          |                                          |

### Historische Religionszugehörigkeit
| Quelle: | Historisches Ortslexikon                                          |
| • 1861: | 229 evangelisch-lutherische Einwohner                             |
| • 1885: | 227 evangelische (= 100,00 %) Einwohner                           |
| • 1961: | 201 evangelische (= 91,36 %), 19 katholische (= 8,64 %) Einwohner |

### Historische Erwerbstätigkeit
| Quelle: | Historisches Ortslexikon |
| • 1746: | Erwerbspersonen: ein Wagner, ein Branntweinbrenner, vier Leineweber, drei Schmiede, vier Schneider, ein Zimmermann, 7 Tagelöhner und Tagelöhnerinnen. |
| • 1838: | Familien: 23 Ackerbau, 4 Gewerbe, 7 Tagelöhner. |
| • 1961: | Erwerbspersonen: 80 Land- und Forstwirtschaft, 22 Produzierendes Gewerbe, 6 Handel und Verkehr, 11 Dienstleistungen und Sonstiges.                    |

## Kultur und Sehenswürdigkeiten

### Bauwerke

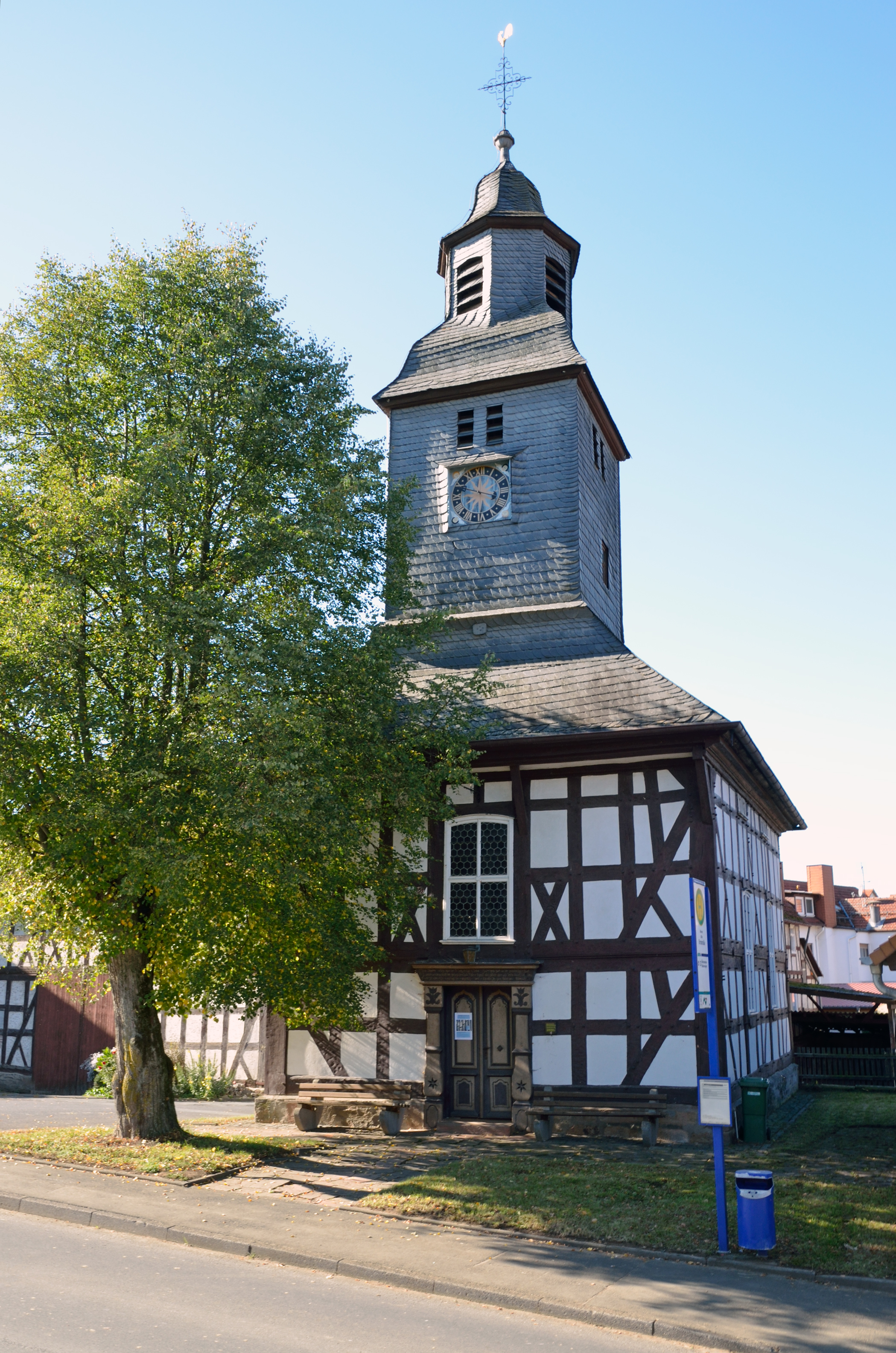
Evangelische Kirche Allna

- Zu den Sehenswürdigkeiten Allnas zählt die 1782 erbaute Evangelische Kirche Allna, eine Fachwerkkirche. Die beiden Glocken sind wesentlich älter.[16]

- Am heutigen Bürgerhaus steht ein mittelalterliches Steinkreuz – das sogenannte Sühnekreuz oder Kreppelstein. Es stand ehemals ca. 800 m nördlich von Allna an der Straße Richtung Hermershausen (Abzweig Weiershausen).[17]

### Vereine
In Allna existiert eine Freiwillige Feuerwehr mit 22 aktiven Mitgliedern unter der Leitung des Wehrführers Marco Wagner und dessen Stellvertreter Michael Nagy, sowie eine Jugendfeuerwehr, welche zusammen mit Jugendlichen aus Weiershausen arbeitet und zehn Mitglieder zählt, ein Reitverein sowie ein Gemischter Chor.